# USS Maddox (DD-731)
Pour les autres navires du même nom, voir USS Maddox.
L'USS Maddox (DD-731) est un destroyer de classe Allen M. Sumner construit pour l'United States Navy durant la Seconde Guerre mondiale. Après celle-ci, il participe aux incidents du golfe du Tonkin qui servent de prétexte aux États-Unis pour déclencher la guerre au Viêt Nam. Le navire est vendu à la République de Chine (Taïwan) en 1972 et reste en service dans la marine de la République de Chine jusqu'en 1985, où il est rayé des listes.